# Ahmadiyya Muslim Jamaat
Ahmadiyya Muslim Jamaat (vollständige arabische Bezeichnung الجماعة الاسلامية الاحمدية, DMG al-Ğamāʿa al-Islāmiyya al-Aḥmadiyya ‚die Islamische Ahmadiyya-Gemeinschaft‘), kurz AMJ, ist eine aus der Ahmadiyya-Bewegung hervorgegangene Religionsgemeinschaft, die in Indien ihren Ursprung hat und sich auf den Islam und Mirza Ghulam Ahmad beruft. Sie wird von einem Kalif genannten spirituellen Oberhaupt geführt. In Deutschland hat sie (als Ahmadiyya Muslim Jamaat Deutschland KdöR) nach eigenen Angaben etwa 50.000 Mitglieder und betreibt 50 Moscheen.

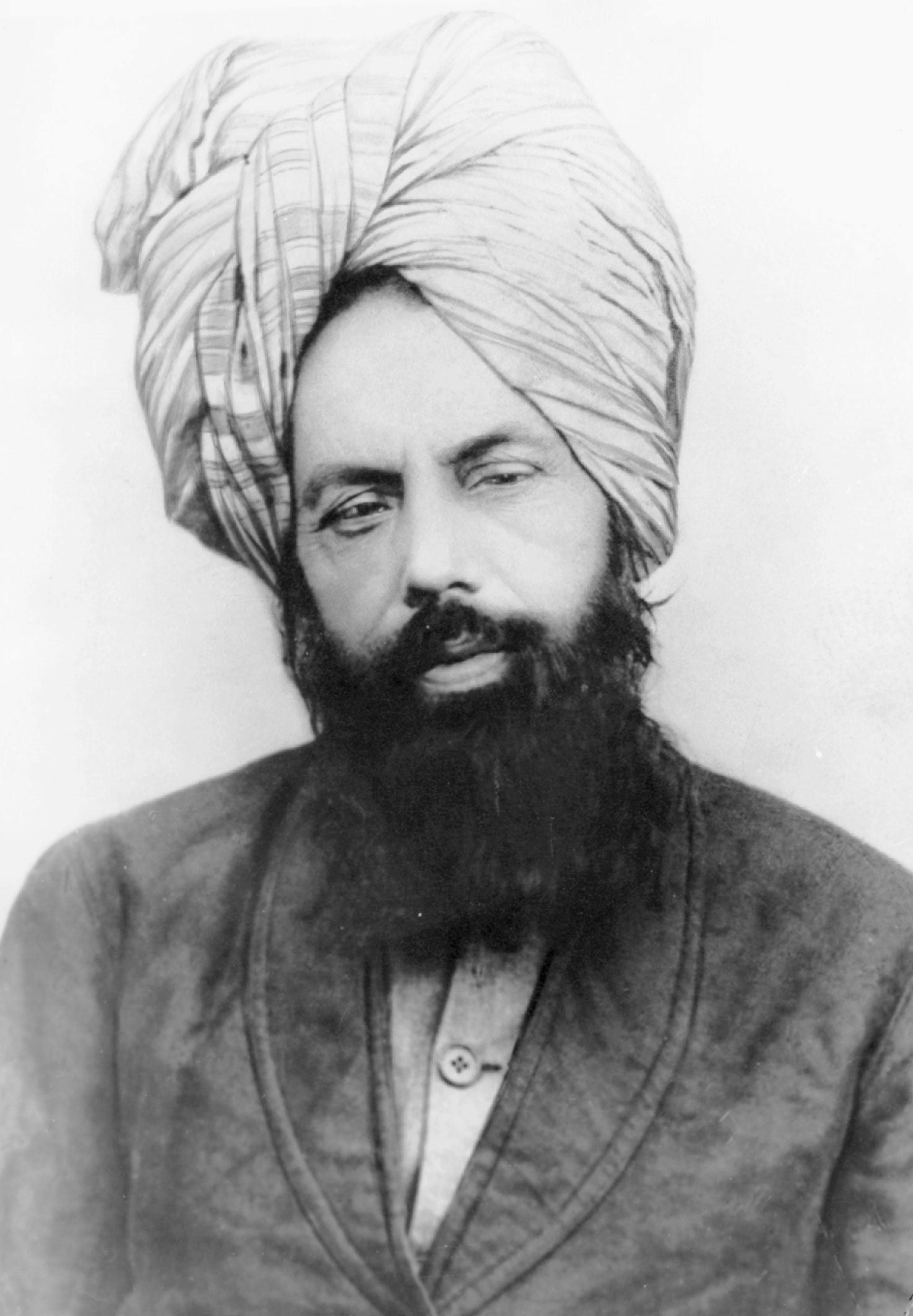
Gründer Mirza Ghulam Ahmad, um 1897

## Lehre
Die sich selbst als Reformgemeinschaft verstehende Ahmadiyya entstand am Ende des 19. Jahrhunderts mitten in einer Vielzahl von Bildungsbestrebungen und Erneuerungsbewegungen der islamischen Welt, zu einer Zeit, in der es in Britisch-Indien große Kontroversen zwischen christlichen Missionaren und islamischen Gelehrten gab. Neben Koran, Hadith und Sunna haben die Schriften des Gründers Mirza Ghulam Ahmad große Bedeutung.
Die Ahmadiyya-Muslim-Gemeinschaft wurde wesentlich von Mirza Baschir ud-Din Mahmud Ahmad, dem zweiten Kalifen, geprägt, der die Idee des Kalifentums gegen eine Opposition durchsetzte, die heute als Ahmadiyya Andschuman Ischat-i-Islam Lahore (AAIIL) bekannt ist. Die AMJ versteht den von der AAIIL als „Reformer“ und „Erneuerer“ verstandenen Gründer Mirza Ghulam Ahmad als einen, dem im Islam als letzter Prophet und Gesandter Gottes geltenden Religionsstifter Mohammed nachgeordneten Propheten, jedoch ohne eigene Religionslehre.

## Führung
Nach dem Tod des Begründers wurde Nuur ud-Din in einer nichtöffentlichen Wahl im Kreise ausgewählter Mitglieder zum ersten Kalifen gewählt. Seitdem wird die Gemeinschaft von einem auf Lebenszeit gewählten Kalifen geleitet. Seit 2003 ist Mirza Masroor Ahmad der spirituelle Führer der Ahmadiyya Muslim Jamaat.
1. Nuur ud-Din (1908–1914)
2. Mirza Baschir ud-Din Mahmud Ahmad (1914–1965)
3. Mirza Nasir Ahmad (1965–1982)
4. Mirza Tahir Ahmad (1982–2003)
5. Mirza Masroor Ahmad (seit 2003)

## Motto und Symbole

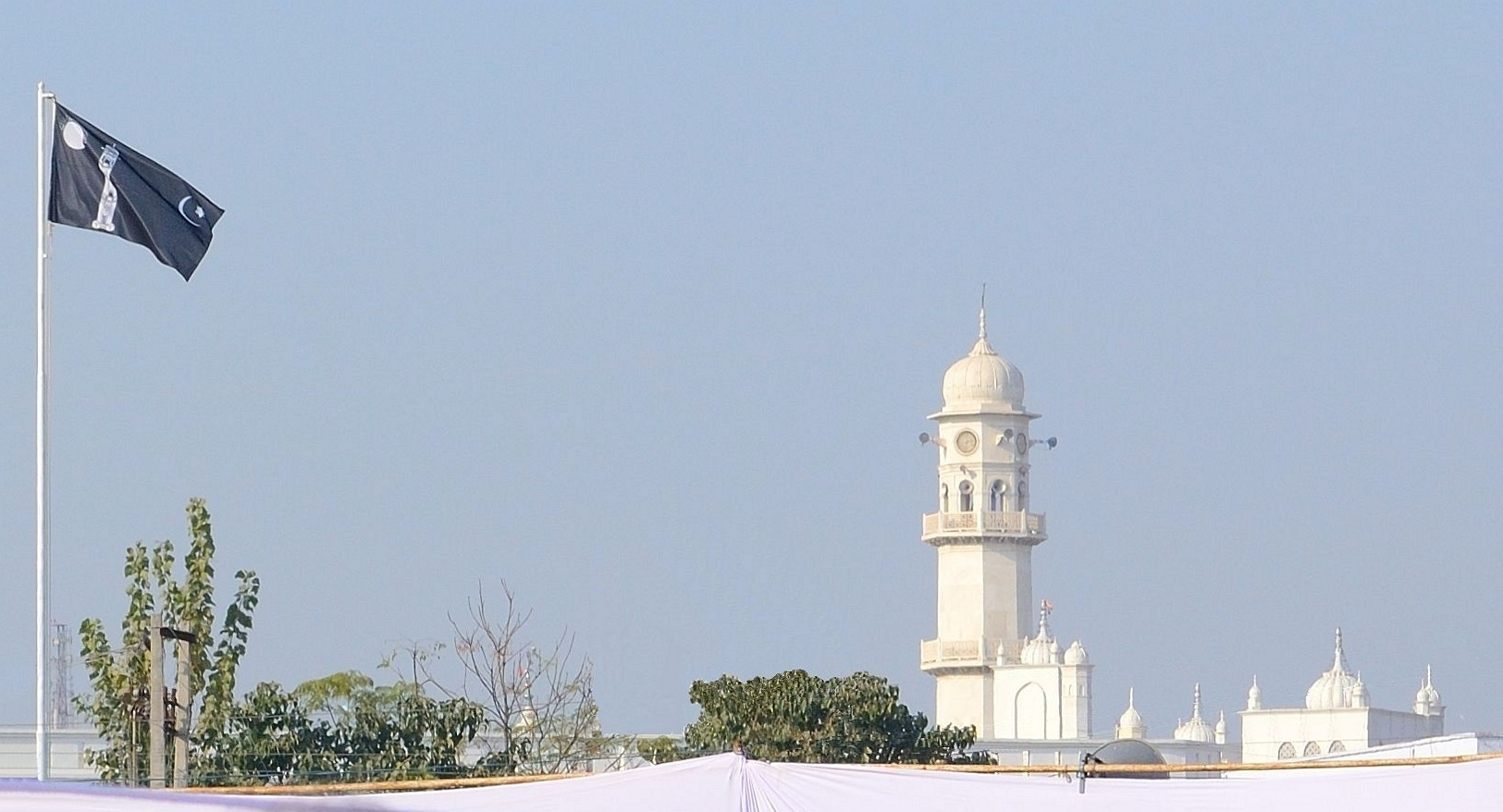
Das Weiße Minarett von Qadian und die Liwa-e-Ahmadiyya

Das Weiße Minarett von Qadian ist ein Symbol und Erkennungszeichen der Ahmadiyya und findet sich in der Liwa-e-Ahmadiyya (Ahmadiyya-Flagge) wieder. Die Liwa-e-Ahmadiyya wurde erstmals am 28. Dezember 1939 auf der Jalsa Salana in Qadian anlässlich des 50-jährigen Jubiläums der Jamaat von Mirza Baschir ud-Din Mahmud Ahmad gehisst. Ein Gefährte (Sahāba) Mirza Ghulam Ahmads hatte zuvor die Baumwolle für den Stoff der Fahne gepflanzt, geerntet und verarbeitet. Anschließend webten Gefährtinnen und Gefährten daraus den schwarzen Fahnenstoff, der eine Länge von 18 Fuß und eine Breite von 9 Fuß (etwa 5,4 m × 2,7 m) hatte. In den oberen Ecken wird links der Vollmond und rechts eine Mondsichel gezeigt. Über dem Vollmond Badr steht ein Teil des Verses 123 der Sure Al-'Imran geschrieben „Gott hat euch doch (seinerzeit) in Badr zum Sieg verholfen, während ihr (eurerseits) ein bescheidener, unscheinbarer Haufe waret.“ Insbesondere während der Jalsa Salana wird die Liwa-e-Ahmadiyya zusammen mit der Flagge des jeweiligen Landes feierlich gehisst.
Das Motto, Liebe für alle – Hass für keinen, stammt von Mirza Nasir Ahmad, das er während der Grundsteinlegung der Bascharat-Moschee prägte.

## Organisation
Die AMJ hat sich, ausgehend von Indien, als transnationales Netzwerk organisiert und ist nach eigenen Angaben in über 190 Ländern präsent. Geführt wird die Glaubensgemeinschaft von einem Kalifen, der seit 1984 in London residiert. In den Landesverbänden gibt es einen Präsidenten (Emir) und einen Hauptmissionar (engl. „missionary in charge“). In kleinen Landesverbänden kann der Missionar in Personalunion auch Präsident sein. Wichtige Entscheidungen werden in einer Schūrā genannten Hauptjahresversammlung getroffen, die aber noch der Zustimmung des Kalifen bedürfen.
Die Gemeinschaft ist in den drei Sparten Lajna Imaillah (Frauen), Khuddam ul-Ahmadiyya (Männer bis 40 Jahren) und Ansarullah (Männer ab 40 Jahren) organisiert. Dabei werden die Nasirat-i Ahmadiyya (Mädchen bis zur Vollendung des 15. Lebensjahres) von der Lajna Imaillah und die Atfal ul-Ahmadiyya (Jungen bis zum 15. Lebensjahr) von der Khuddam ul-Ahmadiyya betreut. Die Mitgliederstärke der AMJ ergibt sich aus den Mitgliedern der drei Sparten, die alle drei parallel aufgebaut sind.
In allen Orten, in denen mehr als zwei Mitglieder der AMJ (Ahmadis) leben, wird eine Ortsgemeinde (Jama’at) gegründet, die gemeinsam mit anderen Gemeinden in Provinz- und Nationalorganisationen zusammengefasst wird. In Deutschland ist die Ahmadiyya Muslim Jamaat in drei Ebenen organisiert: die Ortsgemeinden, die regionalen Verbände und die nationale Führungsebene (National Jamaat). Die Ortsgemeinden sind in ländlichen Regionen eine Jamaat und in größeren Städten und Ballungsräumen mit hoher Mitgliederanzahl eine Lokal Amarat, wobei diese in kleinere Bezirke (Halqa) aufgeteilt ist. Die einzelnen Jamaat eines Gebietes bilden zusammen eine Region; die Lokal Amarat sind unabhängig und gehören keinem regionalen Verband an. Auf jeder Ebene gibt es einen Vorsitzenden (Sadr oder Emir). In den Bezirken, Ortsgemeinden und auf nationaler Ebene gibt es zudem Amtsträger (Nazim oder engl. Secretary), die zusammen die Versammlung (Aamla) bilden. In großen Ortsgemeinden (oft die Lokal Amarats) kann es viele Amtsträger geben, während in kleinen Jamaats mehrere Funktionen von einer Person wahrgenommen werden können.
Darüber liegt noch die internationale Ebene, an deren Spitze ein Kalif als Oberhaupt steht, dessen Amtsdauer unbegrenzt ist. Er kann weder abgesetzt werden, noch ist eine Möglichkeit des Rücktritts vorgesehen. Er steht über den vorstehend genannten Organisationen und ist auch nicht verpflichtet, dem Rat der einmal jährlich zusammentreffenden internationalen Beratungsversammlung (Majlis-i Mushawarat) zu folgen. Die Wahl der Emire in den einzelnen Gemeinden bedarf seiner Bestätigung, ebenfalls kann er die Emire, ohne die Bekanntgabe von Gründen, absetzen.
Jede Teilorganisation verwaltet und führt sich selbst. Besonders ist das bei der Frauen-Organisation Lajna Imaillah wichtig, in der es auch in der Führung keine Männer gibt. Es gibt allerdings eine Aufgabenteilung. So sind die Khuddam auch für den Aufbau der Veranstaltungen der Ansarullah und der Lajna zuständig sowie für Sicherheitsdienste, da die Ahmadiyya Muslim Jamaat in der Regel keine fremden Sicherheitsdienste in Anspruch nimmt. Für die Technik sind Männer sowie Frauen zuständig. Frauen bedienen auf ihren Veranstaltungen die Technik selbst. Beim gemeinschaftseigenen Fernsehkanal MTA (Muslim Television Ahmadiyya) gibt es bereits Sendungen, die von Frauen gestaltet, moderiert und technisch umgesetzt werden.

### Mitgliedschaft
Eintritt
Mitglied wird man durch Ablegen des Baiat (Treuegelübde) gegenüber dem amtierenden Kalifen. Jeder Ahmadi gehört einer der drei Teilorganisationen Khuddam ul-Ahmadiyya, Lajna Imaillah oder der Ansarullah an. Stirbt ein Kalif, muss gegenüber dem neugewählten Kalifen das Treuegelübde erneuert werden.
Im Baiat verkündet der gläubige Ahmadi seine Treue gegenüber dem amtierenden Kalifen, die Praktizierung des Islams, das Fernhalten von Sünden jeder Art und das Bekenntnis zu den Glaubensgrundsätzen der Ahmadiyya. Außerdem verpflichtet man sich, ein Sechzehntel des monatlichen Einkommens an die AMJ als monatlichen Mitgliedsbeitrag abzuführen.
Austritt
Der Austritt erfolgt durch schriftliches Aufkündigen des Baiats.
Ausschluss
Bei Verfehlung gegen die Gemeindeordnung (Nizam-e-Jamaat) kann das Baiat vom Kalifen aufgekündigt werden, was einer Exkommunikation im römisch-katholischen Christentum entspricht. Die Ahmadiyya praktiziert dabei die Meidung (siehe auch al-Walā' wa-l-barā'). In der Regel ist der Ausschluss nicht dauerhaft und kann aufgehoben werden, wenn Reue erkennbar ist und Abbitte geleistet wird. Ein entsprechender Antrag auf Vergebung ist an den Kalifen zu richten.

### Veranstaltungen auf nationaler und internationaler Ebene
Die wichtigste Veranstaltung und Versammlung ist die Jalsa Salana (spirituelle Jahresversammlung). Das höchste Entscheidungsgremium ist die Schūrā (organisatorische Jahresversammlung).
Daneben begeht die AMJ regelmäßig den „Tag der Religionsstifter“ und beteiligt sich am „Tag der offenen Moschee“.

### Unterorganisationen, Stiftungen, Programme

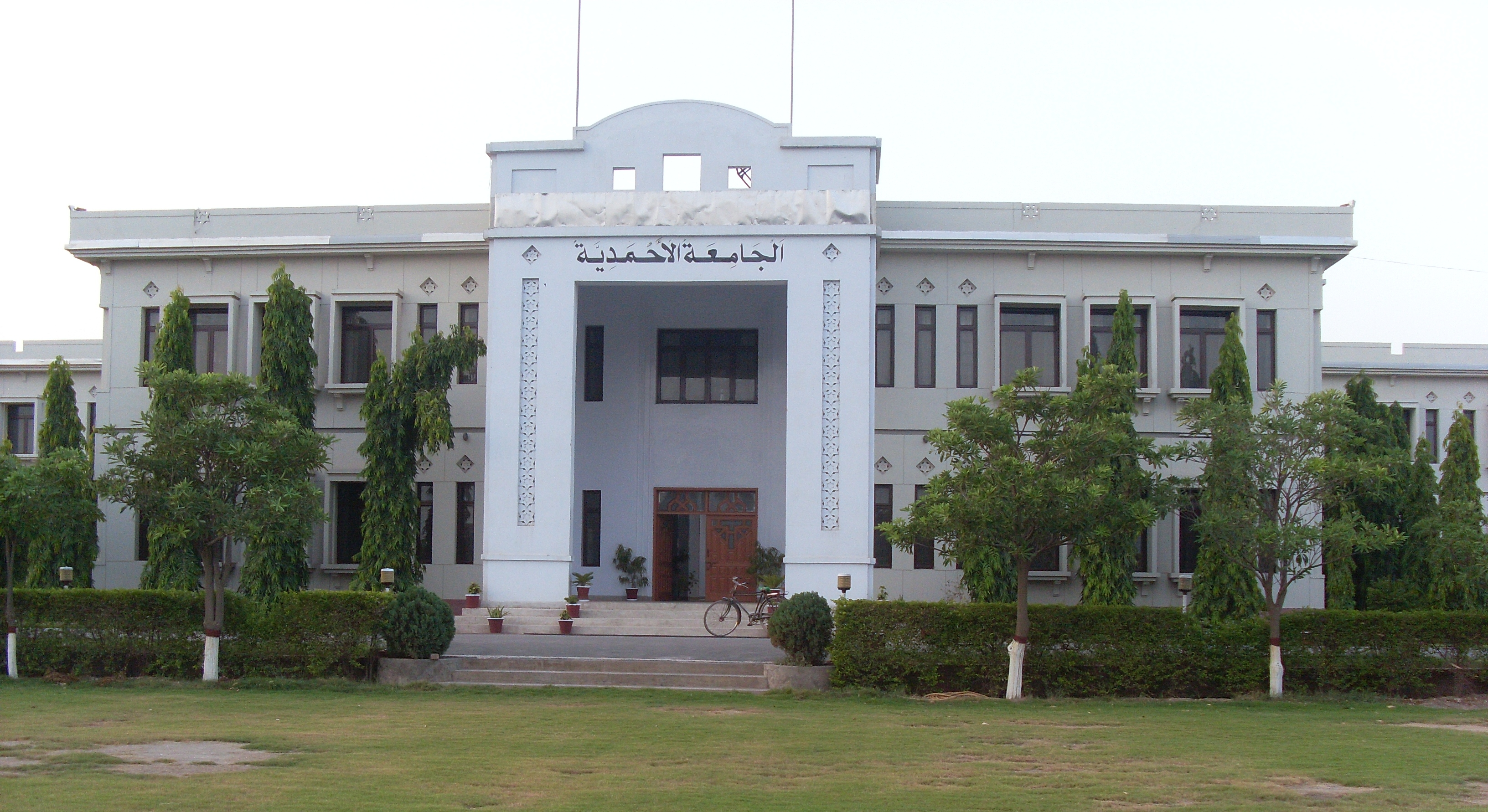
Theologische Hochschule der Ahmadiyya in Rabwah

Jamia-Ahmadiyya
Die Jamia-Ahmadiyya ist eine theologische Hochschule, die am 25. Mai 1928 von Mirza Baschir ud-Din Mahmud Ahmad in Qadian zur Ausbildung von Ahmadi-Theologen gegründet wurde. Heute unterhält die Ahmadiyya theologische Hochschulen in Qadian (Indien, gegründet Mai 1928), Rabwah (Pakistan, gegründet Dezember 1949), Ghana (gegründet März 1966), Nigeria, Indonesien (gegründet März 1982), East Mississauga (Kanada, gegründet September 2003), London (Vereinigtes Königreich) und Riedstadt (Deutschland, gegründet 20. August 2008).
Tehrik-e-Jadid
Der Tehrik-e-Jadid-Plan wurde am 23. November 1934 mit dem Ziel gegründet, reformerische Aktivitäten und missionarische Arbeit im Ausland voranzutreiben. Mirza Baschir ud-Din Mahmud Ahmad bezeichnete Tehrik-e-Jadid als „Sprungbrett zur Etablierung der neuen Weltordnung“. Für ihn war „das Fundament des Sieges der Religion und das Fundament der Dominanz von Ahmadiyya von jeher mit Tehrik-e-Jadid verbunden.“ So wurden viele Ahmadiyya-Missionsstationen in der gesamten Welt gegründet. Erste Missionen wurden im Vereinigten Königreich 1913 in London, in den Vereinigten Staaten 1921 in Chicago, in Deutschland 1923 in Berlin eröffnet.
Waqf-e-Jadid
Seit 1957 wird das Tehrik-e-Jadid-Programm durch Waqf-e-Jadid ergänzt, ein Programm für die religiöse Bildung in den ländlichen Gebieten des Subkontinents. Die Ahmadiyya legt ihren Mitgliedern nahe, ihre Häuser zu verkaufen, um diese Pflicht zu erfüllen. Auch von Kindern wird Opferbereitschaft verlangt.
Waqf-e-Nau
Das Waqf-e-Nau (wörtlich: Programm der neuen Aufopferung) startete Mirza Tahir Ahmad am 3. April 1987 mit den Worten: „Dies ist eine Zeit, in der das erste Jahrhundert islamischer Überlegenheit nach und nach übergeht in das zweite Jahrhundert islamischer Glorie. Es sollte ihrem (Waqfien-e-Nau) Bewusstsein entspringen, dass sie zu einem bedeutenden Kreuzpunkt der Geschichte geboren wurden. Wir haben um sie gebetet und gefleht bei Allah, dass Er sie zu herausragende Mudschaddids als Lehrer für die nachfolgende Generation mache.“ Waqf-e-Nau ist ein Programm, um den Nachwuchs für einen Dienst in der Jamaat vorzubereiten und damit die Zukunft der Jamaat zu sichern. Ahmadi-Eltern empfinden es als eine Ehre, ihre Kinder diesem Programm widmen zu dürfen. Von klein auf bekommen diese „Waqfien-e-Nau“ zusätzlichen Unterricht. Eltern können vor der Geburt ihr Kind schriftlich beim Kalifen zum Waqf-e-Nau widmen. Der Kalif entscheidet über den Antrag. Im Alter von 16 bis 18 Jahren entscheiden die gewidmeten Kinder, ob sie weiterhin Waqf-e-Nau bleiben oder aus dem Programm austreten möchten. Weltweit soll es rund 40.000 Waqfien-e-Nau geben, überwiegend in Pakistan, Indien, Deutschland, Kanada sowie im Vereinigten Königreich und den Vereinigten Staaten von Amerika.
Sami wa Basri
Die Abteilung Sami wa Basri (Hören und Sehen) ist verantwortlich für Musikkassetten, CD, Video und DVD. Die MTA-Studios gehören zu dieser Abteilung.
Ischat
Die Abteilung Ischat (Publikationen) ist für das Schrifttum verantwortlich, vom internen Bulletin über Werbebroschüren bis hin zu Büchern. Nach außen firmiert diese Abteilung in Deutschland und der Schweiz unter dem Namen „Verlag Der Islam“.
Nusrat Jehan Stiftung
Die Nusrat Jehan Stiftung baut und betreibt Schulen, Krankenhäuser und andere humanitäre Projekte. Der dritte Khalifat ul-Massih unternahm 1970 eine Reise durch Westafrika, um im Rahmen des „Nusrat-Jehan-Plans“ die Förderung des Schul- und Gesundheitswesens in Westafrika voranzubringen.
Islamische Ahmadiyya Studenten Vereinigung
Mitglied in der Islamische Ahmadiyya Studenten Vereinigung e. V. (IASV) ist „satzungsgemäß jedes männliche Mitglied der Ahmadiyya Muslim Jamaat e. V. Deutschland, das die Sekundarstufe II, eine gleichgestellte Schule oder eine andere höhere Bildungsstätte besucht, ausgenommen Auszubildende.“ (Frankfurt VR 11863)
Humanity First
Die Organisation Humanity First („Menschlichkeit zuerst“) ist von der Ahmadiyya Muslim Jamaat 1992 zu dem Zweck gegründet worden, in Katastrophenfällen mit anderen Hilfs- und Rettungsdiensten kooperieren zu können. (Frankfurt VR 11185)

### Finanzierung
Tschanda (auch Chanda)
Zu den Pflichtabgaben eines Ahmadi zählen:
1. Der Mitgliedsbeitrag (Tschanda Aam) beträgt für jeden Ahmadi, der über ein Einkommen verfügt, ein Sechzehntel des Netto-Einkommens beziehungsweise der Einnahmen, die das Mitglied erhält. Darunter fallen auch Arbeitslosengeld, Arbeitslosenhilfe, Sozialleistungen wie Sozialhilfe und Kindergeld. Wenn jemand nicht in der Lage ist, dementsprechend seinen Mitgliedsbeitrag zu leisten, kann er sich davon mit einer Bitte an den amtierenden Kalifen befreien lassen. Der Bitte um Befreiung wird in der Regel entsprochen. Es wird den Bittstellern allerdings nahegelegt, zumindest einen symbolischen finanziellen Beitrag zu leisten – z. B. ein Euro –, damit das Mitglied jener Segnungen teilhaftig wird, die im Koran den Spendern verheißen werden. Wer dieser Spende nicht nachkommt, dem wird das aktive und passive Wahlrecht entzogen, das heißt, er oder sie kann in kein Amt gewählt werden und darf an den Wahlen für Ämter nicht teilnehmen.
2. Eine weitere Pflichtabgabe ist an die jeweilige Unterorganisation zu zahlen. Für Männer zwischen 15 und 40 Jahren sind 1 % vom Netto-Jahreseinkommen an die Khuddam ul-Ahmadiyya, für über 40-Jährige sind 1 % vom Netto-Jahreseinkommen an die Ansarullah zu zahlen. Frauen der Gemeinde zahlen 2 Euro pro Monat an die Lajna Imaillah.
3. Die Tschanda Jalsa Salana kommt ausschließlich der Finanzierung der Jahresversammlung der Ahmadiyya Muslim Jamaat zugute. Sie beträgt einmal jährlich 10 % eines Netto-Monatseinkommens.
4. Die Tschanda Ijtema kommt ausschließlich der Finanzierung der Jahresversammlung der Unterorganisationen der Ahmadiyya Muslim Jamaat zugute. Für Mitglieder der Khuddam ul Ahmadiyya beträgt sie 0,25 % des Netto-Monatseinkommens. Frauen zahlen 10 Euro jährlich.
5. Zum Id-ul-Fitr, das heißt dem Fest am Ende des Fastenmonats Ramadan, ist ein Almosen (Fitrana) zu zahlen. Seine Höhe beträgt den Gegenwert in Geld von 2,75 Kilogramm Weizen, also etwa 2,50 Euro pro Mitglied des Haushaltes.
6. Neben diesen Spendenarten besteht die Pflicht, Zakat zu entrichten. Die Zakat wird ebenfalls von der AMJ eingezogen und anschließend an Bedürftige verteilt.

Freiwillige Tschanda
Darüber hinaus werden Spenden für eine Reihe von Fonds gesammelt. Es wird jedoch beobachtet, dass diese Spenden mehr und mehr zur Pflicht werden. Es gibt Spenden für das Jamaat-Fernsehen MTA; Waqf-e-Jadid und Tehrik-e-Jadid für die Verbreitung des Islam bzw. den Unterhalt von neuen Moscheen in aller Welt; Spenden für Moscheenbauprojekte in Deutschland, Spenden zur Vergabe von Stipendien an begabte, aber arme Studenten und vieles mehr. Es gibt Sonderspenden wie Tschanda Bosnien, Tschanda Afrika, Tschanda für Tsunami-Opfer usw. Für die 100-Jahr-Feier im Jahre 1989 wurde 16 Jahre lang eine Sonderspende gesammelt.
Wasiyyat
Ein weiteres Spendenprogramm, für das besondere Segnungen und eine Beerdigung auf einem speziellen Friedhof in Rabwah, der „Himmlischer Frieden“ genannt wird, versprochen werden, heißt Wasiyyat (das Testament). Eine Person, ob Mann oder Frau, die eine Wasiyyat-Erklärung abgibt, wird Musi genannt. Sie muss dann (statt des oben genannten Sechzehntels) ein Zehntel bis Drittel des Netto-Einkommens monatlich spenden. Darüber hinaus verpflichtet er sich, zehn Prozent seines Erbes für die Ziele des Islam zu spenden (das heißt an die AMJ abzutreten) und ein spirituelles Leben nach sehr hohen moralischen Anforderungen zu führen. Am 1. August 2004 äußerte der Khalifat ul-Massih V. in der Abschlussrede der Jalsa Salana England den Wunsch, dass bis 2008 in jedem Land sich mindestens die Hälfte der Mitglieder mit eigenem Einkommen diesem Nizam-e-Wasiyyat anschließen. In einer weiteren Ansprache am 14. April 2006 äußerte der Kalif, dass alle Amtsinhaber an dem Programm teilnehmen sollten.

### Webpräsenz
Die erste Website der AMJ wurde 1994 gestartet. Unter den freiwilligen Mitarbeitern gab es die Überzeugung, dies sei ein Gottesgeschenk für ihre Gemeinschaft, die sich immer missverstanden fühle. Zögern und der Widerstand ihrer Führung führte schließlich zur Schließung aller Websites bis auf eine offizielle; Diskussionsforen wurden unterbunden. Mirza Tahir Ahmad – und auch sein aktueller Nachfolger – verfügte ein Moratorium für das Diskutieren über und Argumentieren mit Gegnern. Nach den aktuellen Internet-Richtlinien sind nationale Web-Präsenzen erlaubt, Gleiches gilt für Unterorganisationen wie Humanity First, MTA, Khuddam ul-Ahmadiyya, doch unterliegen sie alle zentraler Kontrolle und Genehmigung.
Im April 2007 wurde die Webpräsenz stark verkleinert, nachdem öffentlich über einen Artikel des „Jugend Journal (der) Jamaat“ (JJJ) diskutiert worden war, in dem ein Zusammenhang zwischen „Schweinefleischverzehr“ und einem „zunehmenden Hang zur Homosexualität“ hergestellt wurde.

### Rechtsstatus in Deutschland
Die Ahmadiyya-Gemeinde in Hessen wurde als erste muslimische Gemeinde in Deutschland im Jahr 2013 als öffentlich-rechtliche Religionsgesellschaft anerkannt. 2014 folgte die Ahmadiyya-Gemeinde in Hamburg. Mit diesem Status ist die AMJ den christlichen Kirchen rechtlich gleichgestellt.

## Ziele

### Vorherrschaft des Islam
Ahmadis glauben fest an die bevorstehende Vorherrschaft des Islam. Ihre Vision ist die Durchsetzung der Herrschaft des Islam – weltweit – unter Führung eines ihrer künftigen Kalifen. Die Ahmadiyya sieht keinen Unterschied zu anderen islamischen Bewegungen, außer in ihren Anstrengungen, „die ursprüngliche Schönheit und Einfachheit des Islam“ wiederherzustellen, und im absoluten Verzicht auf Gewalt bei der Verfolgung ihrer Ziele. Der Missionseifer der Ahmadiyya gründet sich in der Vision von Mirza Ghulam Ahmad von der „Eroberung Europas für den Islam“. Angesichts der Aktivitäten christlicher Missionare auf dem indischen Subkontinent genügte es Mirza nicht, passiv zu bleiben. Sein Ehrgeiz war es, zur Offensive überzugehen, den Islam nach Europa zu tragen und die als Invasoren empfundenen Christen in die Defensive zu drängen. Er war vollkommen überzeugt, dass „der Islam blühen und die Welt beherrschen“ werde, und strebte danach, diesen Wunsch in die Herzen seiner Anhänger einzupflanzen. In deren „Glauben und Enthusiasmus“ und der „Opferbereitschaft“ für dieses Ziel liege das „Geheimnis für den Erfolg der Ahmadiyya-Bewegung“.
Welches Ziel die Ahmadiyya mit ihrem Missionseifer verfolgt, geht unter anderem aus einem Kommentar zu Sure 30, Vers 57 hervor:

„Beim ersten Aufstieg des Islams war der Untergang der christlichen Völker nicht endgültig, aber sein Wiederaufstieg in unserer Zeit wird die vollständige Verdrängung der Lehrsätze des heutigen Christentums herbeiführen.“

### Missionsarbeit
Um die „Vorherrschaft des Islam“ Wirklichkeit werden zu lassen, unternimmt die AMJ erhebliche Missionsanstrengungen. Dazu gehört die Entsendung von Missionaren in alle Welt, die Produktion großer Mengen von Publikationen in eigenen Verlagen und die Verbreitung missionarischer Fernsehsendungen mit einem eigenen Sender (MTA). Bereits 1934 wurde der „Tehrik-e-Jadid-Plan“ mit dem Ziel gegründet, missionarische Arbeit im Ausland voranzutreiben, den Mirza Baschir ud-Din Mahmud Ahmad als „Sprungbrett zur Etablierung der neuen Weltordnung“ bezeichnete. Für diese Aktivitäten (MTA, Tehrik-e-Jadid) gibt es eigene Spendenaktivitäten.

### Reformbemühungen
Neben den Missionsanstrengungen nach außen sind der Ahmadiyya Reformen innerhalb der islamischen Welt ein zentrales Anliegen. Die im multireligiösen Indien entstandene Ahmadiyya versteht sich als Reformgemeinde, die den Islam von falschen Interpretationen, von Aberglauben und von durch andere Religionen eingeschleppten Traditionen reinigen will. Das Ziel des Gründers war die Wiederherstellung des ursprünglichen Islams, der seiner Meinung nach wegen „Korruption, Neuerungen, Polytheismus und internen Streitigkeiten“ unterzugehen drohte. Es ging ihm darum, die von christlichen Missionaren in Britisch-Indien in Bedrängnis gebrachten Muslime zu bestärken, am Islam festzuhalten, die täglichen fünf Salāt zu erfüllen und bei den Frauen, den Hidschāb zu tragen.
Weitere Reformanstöße der Ahmadiyya bestehen darin, die islamische Welt dazu zu bewegen, ihr Konzept des Dschihad zu überdenken, die Religionsfreiheit zu achten (Ablehnung der Todesstrafe bei Apostasie) und Verteidigung der Meinungsfreiheit (wie bspw. im Fall Salman Rushdie).
Weiteren Reformbedarf sieht die Ahmadiyya in der islamischen Welt in der Bildung allgemein, darin auch besonders die Bildung der Frau. Innerhalb der eigenen Organisation versucht die Ahmadiyya dies mit einer eigenen Frauenabteilung Lajna Imaillah umzusetzen.

### Hundert-Moscheen-Plan
Das Ziel, einhundert Moscheen in Deutschland zu bauen, steht im Rahmen der weltweiten Missionsanstrengungen. Das „100-Moscheen Projekt“ wurde anlässlich der „100-Jahr-Feier“ 1989 vom vierten Kalifen, Mirza Tahir Ahmad, bekanntgegeben und sollte ursprünglich in zehn Jahren umgesetzt werden. Der zwischenzeitlich auf 2010 verschobene Termin wurde bei jährlich vier bis sechs Moschee-Neubauten ebenfalls nicht erreicht. Das Ziel ist, Hinterhofmoscheen und angemietete Objekte aufzugeben und damit etwa 40 % der 250 Ortsgemeinden mit einer Moschee auszurüsten. So wurde in Berlin-Heinersdorf 2008 die Khadija-Moschee eröffnet. Im Januar 2018 waren 47 Moscheen fertiggestellt.

### Vereinigung der Religionen im Islam
Die Ahmadiyya lehrt, dass Buddha, Krishna, Abraham und Jesus Christus islamische Propheten waren, sich aber durch Vergessen, Manipulationen und Hinzufügungen die Religionen Buddhismus, Hinduismus, Judentum und Christentum entwickelt haben. Sie wollen in all diesen Religionen Anzeichen dafür gefunden haben, dass sie in der „Endzeit“ einen „Reformer“ erwarten, der im Islam als Mahdi erwartet wird.
Mirza Ghulam Ahmad verstand sich als die prophezeite Wiederkunft Jesu, Krishnas und Buddhas in einer Person. Mirza Ghulam Ahmad beanspruchte, die Eigenschaften all dieser Propheten in sich zu vereinen und im Geist und der Kraft der früheren Propheten erschienen zu sein. Er will die Ahmadiyya-Bewegung im göttlichen Auftrag gegründet haben, damit sich alle Religionen unter dem Banner des Islams vereinigen, was sich innerhalb von 300 Jahren erfüllen soll. Diese Vorstellungen werden im interreligiösen Dialog teils als vereinnahmend teils als synkretistisch verstanden.

### Islamunterricht
Die AMJ hat am 20. August 2008 in Deutschland mit der Ausbildung von „Murrabis“ (d. h. „Erzieher“) begonnen, die als Religionslehrer in Frage kämen. Für den Islamunterricht an staatlichen Schulen hat sich die AMJ am 10. Januar 2010 als muslimischer Partner für das Land Hessen beworben. Das Land Hessen verkündete am 17. Dezember 2012, dass die Ahmadiyya Muslim Jamaat für das Land ein Partner für den Islamunterricht in den Schulen sei.
Ursprünglich hatte sich die AMJ für die Einführung eines Faches Religionskunde oder Ethik ausgesprochen, dann aber erkennen müssen, dass dieser Vorschlag in Deutschland politisch nicht durchsetzbar ist. Die AMJ Deutschland sieht praktische Probleme bei der Umsetzung von Islamunterricht, sowohl inhaltliche bei der Erstellung von Lehrplänen als auch organisatorische bei der Etablierung eines Trägers, der alle Islamverbände und -gruppen repräsentiert. Bei einem notwendigen Kompromiss könnte ein Islam-Light als Wolkenkuckucksheim entstehen, eine „heile Welt, die sich scheut, Dinge beim Namen zu nennen und auszudiskutieren“. Das wäre weder im Interesse der deutschen Gesellschaft noch der islamischen Verbände.

## Kritik an AMJ in Deutschland
2007 erschien in einem Jugendjournal der Ahmadiyya-Gemeinde ein Artikel mit dem Titel „Glücksschwein oder arme Sau“, in dem Gründe für den Verzicht auf Schweinefleischverzehr zusammengestellt wurden. Unter anderem wurde darin behauptet, ein „schamloses Tier“ wie das Schwein, das im Unrat lebe, präge auch das Moralverhalten des Konsumenten und der vierte Kalif der AMJ, Mirza Tahir Ahmad, habe einen Zusammenhang zwischen Schweinefleischverzehr und zunehmender Homosexualität in der Gesellschaft hergestellt. Diese Veröffentlichung wurde in verschiedenen Presseberichten als Verunglimpfung Homosexueller kritisiert und sorgte insbesondere in der LGBT-Bewegung für Empörung. Alexander Zinn, der Sprecher des LSVD, wies auf die zunehmende Hetze islamischer Fundamentalisten gegen Homosexuelle hin, die bis zu Mordaufrufen reiche, und warnte davor, Jugendliche mit solchen Weltbildern zu erziehen. Auch die Fraktion der Grünen im Deutschen Bundestag kritisierte einen Tag später diese Äußerungen als menschenverachtend. Alle Demokraten müssten solche Ideen und Lehren als menschenrechtswidrig verurteilen.
Die Ahmadiyya-Gemeindeleitung erklärte zunächst, die AMJ stimme den Ausführungen des Artikels „im Allgemeinen zu“, könne allerdings die angebliche Aussage des vierten Kalifen nicht bestätigen, da dessen genaue Worte „derzeit nicht verfügbar“ seien. Kurz darauf entfernte sie den Artikel von ihrer Homepage. Während die Ahmadiyya-Gemeinde „Hass und Verfolgung gegen andere“ ausdrücklich von sich wies, wurde der Vorfall von Kritikern als Hinweis auf deren fundamentalistische Ausrichtung gewertet. So bescheinigte die Evangelische Zentralstelle für Weltanschauungsfragen der Ahmadiyya ein „ultraorthodoxes bis fundamentalistisches Koranverständnis“, während Jan Feddersen in der taz sie zwar „zu den eher liberalen […] Muslimen“ zählte, den fraglichen Artikel aber als „illustres Beispiel für Aberglauben in modernen Zeiten und krudeste religiöse Weltdeutung“ einstufte.

## Publikationen (Auswahl)
- The Review of Religions

Monatliches Magazin seit Januar 1902
- Islam International Publications Ltd., ISSN 0034-6721
- Al-Fazl International

Wochenzeitung seit 7. Januar 1994
- Islam International Publications Ltd., ISSN 1352-9587[A 9]
- The Muslim Sunrise

Monatliches Magazin in den USA, seit 1921
- Weißes Minarett

„Islamisches Kulturmagazin“ in Deutschland, erschien unregelmäßig bis August 2003, Verlag Der Islam, Frankfurt am Main, ISSN 1433-5484